# Hiệp ước Paris (1259)

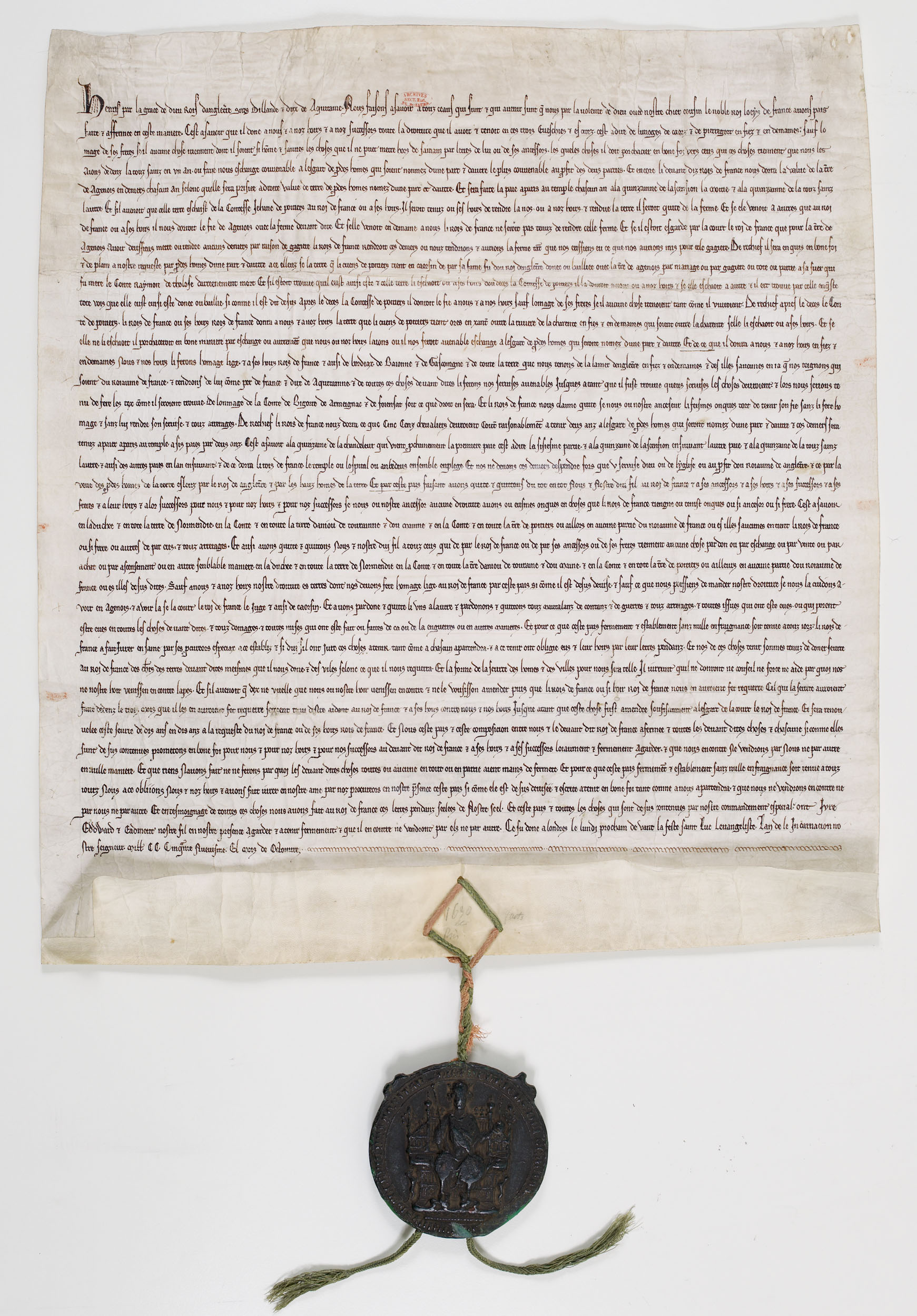
Phê chuẩn Hiệp ước Paris bởi Henry III, 13 October 1259.
Archives Nationales (France).

Hiệp ước Paris (tiếng Pháp: Traité de Paris; tiếng Anh: Treaty of Paris) còn được gọi là Hiệp ước Albeville, là một hiệp ước được ký giữa Louis IX của Pháp và Henry III của Anh, vào ngày 04 tháng 12 năm 1259, chấm dứt 100 năm xung đột giữa Vương triều Capet và Plantagenet.

## Lịch sử
Năm 1204, Philip II của Pháp đã buộc vua John của Anh ra bỏ Normandy để thi hành yêu sách năm 1202 của ông. Tuy nhiên, Philip II đã thất bại trong nỗ lực chiếm các đảo Norman ở eo biển Manche. Bất chấp Hiệp ước Lambeth năm 1217, sự thù địch vẫn tiếp diễn giữa các vị vua kế tiếp của Pháp và Anh cho đến năm 1259.